# Guglielmo di Saint-Calais
Guglielmo di Saint-Calais (in inglese William de Saint-Calais, in francese Guillaume de Saint-Calais; anche Calais o Carileph o Carilef; Bayeux, ... – 2 gennaio 1096) è stato un monaco cristiano e vescovo francese di origine normanna. Fu vescovo di Durham, già monaco benedettino presso l'abbazia di Saint-Vincent du Mans, e abate a Saint-Vincent-des-Prés.
Guglielmo il Conquistatore lo nominò vescovo di Durham nel 1080 e in tale veste rimpiazzò i canonici del capitolo con monaci e diede inizio alla costruzione della cattedrale. Guglielmo lavorò anche come funzionario per la stesura del Domesday Book e fu uno dei principali consiglieri sia di Guglielmo I che del figlio di questi Guglielmo II, dopo l'ascesa al trono.
Nel 1087 quando Oddone di Bayeux, fratellastro del Conquistatore e zio di Guglielmo II, si rivoltò contro il nipote tentando di mettere sul trono il fratello maggiore del sovrano, Roberto II di Normandia, Guglielmo fu coinvolto nell'impresa, e Guglielmo lo assediò a Durham ponendolo poi sotto processo per tradimento. Un resoconto contemporaneo del procedimento, il De Iniusta Vexacione Willelmi Episcopi Primi è la testimonianza più antica di un processo di Stato inglese, e una fonte importante per la storia del diritto.
Dopo breve prigionia, a Saint-Calais fu consentito di recarsi in esilio in Normandia dove entrò al servizio di Roberto II. Tornò in Inghilterra nel 1091, e dopo aver recuperato il favore reale divenne uno dei principali consiglieri del sovrano.
Nel 1093 trattò con Anselmo d'Aosta le condizioni per l'elezione di questi ad arcivescovo di Canterbury; nel 1097 sostenne le ragioni del sovrano contro lo stesso Anselmo, accusato davanti al tribunale reale di aver fornito, per una campagna militare in Galles, una quantità insufficiente di truppe;
Durante il suo vescovado Guglielmo arricchì di testi la biblioteca della cattedrale, per lo più libri di diritto canonico, e si preoccupò di difendere i confini settentrionali dell'Inghilterra dalle incursioni scozzesi.

## Biografia

### Da monaco a vescovo
Nacque a Bayeux, forse da una famiglia di chierici o comunque profondamente legata alla Chiesa. Il nome della madre era Ascelina od Anselma, mentre quello del padre, che divenne un monaco a Saint-Calais, rimane sconosciuto e di lui si sa solo che potrebbe essere stato un cavaliere. Benché di solito a Guglielmo ci si riferisca con l'appellativo "de Saint Calais" non si ritrova tale appellativo nelle cronache monastiche come quelle redatte da Simeone di Durham che lo considerava come ben istruito sia nei classici, che nelle Scritture, che nel Diritto canonico.
Guglielmo studiò presso Oddone di Bayeux, fratellastro di Guglielmo il Conquistatore, insieme a lui altri vescovi, o futuri tali, studiarono in quella città come Tommaso di York o Sansone vescovo di Worcester (morto il 5 maggio 1112). Guglielmo iniziò il proprio cammino nella chiesa come monaco benedettino nello stesso monastero in cui si era ritirato il padre divenendone poi priore, quindi abate del convento di Saint Vincent attorno al 1078. Delle sue opere come abate non è rimasta molta traccia se non per il patrocinio del diritto dell'abbazia ad alcune proprietà e per l'accettazione di alcuni doni da parte della città.
Il salto di qualità avvenne nel 1080 quando Guglielmo il Conquistatore lo nominò vescovo dell'antica diocesi di Durham facendolo consacrare in una data compresa fra il 27 dicembre 1080 e 3 gennaio 1081. Questa nomina potrebbe essere stata una ricompensa per i servizi diplomatici resi per conto di Guglielmo presso il Re di Francia o un modo per evitare disordini futuri a seguito della morte del precedente vescovo, William Walcher (morto il 14 maggio 1080), avvenuta a seguito di una lite fra famiglie locali che egli aveva invano tentato di pacificare. Altra possibilità è che sia stato scelto per le sue doti amministrative e Simeone di Durham propende per quest'ipotesi.

### Le riforme
Sempre Simeone di Durham afferma che quando Guglielmo fu consacrato da Tommaso di Bayeux, allora già Arcivescovo di York, evitò di professargli obbedienza e, se fosse vero, dimostrerebbe come egli volesse rendersi libero da future interferenze nella sua diocesi. Subito dopo la sua confermazione Guglielmo decise di sostituire i canonici che componevano il Capitolo della cattedrale con uno formato da soli monaci, recandosi a Roma per consultarsi con Papa Gregorio VII solo dopo essersi consultato con il re e con Lanfranco di Canterbury. Nel 1083 espulse i chierici sposati dalla cattedrale e spostò una piccola comunità di monaci dal convento di Jarrow, che seguiva la regola di Beda il Venerabile a Durham perché formassero il nuovo capitolo. Il monastero era stato fondato da Reinfrid, un ex-cavaliere normanno e da Eadwaine un religioso abate all'abbazia di Winchcombe. Una volta insediatisi a Durham Eadwaine venne nominato priore e Guglielmo predispose che alcune terre fossero messe da parte perché potessero essere di sostegno alla nuova comunità; ai canonici espulsi venne offerta la possibilità di entrare nel nuovo gruppo, ma solo uno accettò la proposta. Nel 1093 il capitolo, ancora monastico, sostenne la sua volontà di costruire la Cattedrale di Durham anche in virtù dei buoni rapporti che li univano come detto da Simeone di Durham nelle sue cronache.

### L'ambasciatore di Guglielmo I d'Inghilterra
Durante il regno di Guglielmo il Conquistatore, Guglielmo di Sant-Calais fu frequentemente testimone della stesura di documenti figurando spesso fra i primi firmatari, cosa questa che avrebbe dovuto simboleggiare l'importanza di cui godeva, infatti al tempo figurava sempre appena sotto i membri della famiglia reale e degli arcivescovi. Il vescovo fu spesso mandato a Roma o alla corte francese per conto del sovrano e quando questi imprigionò il fratellatro Oddone, nel 1082, papa Gregorio VII se ne lamentò con Guglielmo. Il pontefice fu anche coinvolto nel rifiuto del sovrano inglese di permettere la consegna delle lettere papali ai vescovi inglesi a meno che non ci fosse il benestare reale. Riguardo ad Oddone, Guglielmo I mandò Saint-Calais e l'arcivescovo Lanfranco perché spiegassero al papa il motivo per cui era stato tratto in arresto. Saint-Calais partecipò anche alla raccolta dei dati che diedero vita al Domesday Book.

### La ribellione
Guglielmo I morì il 9 settembre 1087 a Rouen e gli successe il figlio maggiore Guglielmo II d'Inghilterra, allora sui trent'anni o poco meno, e Saint-Calais divenne uno dei suoi più fidati consiglieri insieme al recentemente rilasciato Oddone. Nel 1088, intorno a Pasqua, Oddone ed alcuni altri si ribellarono al re cercando di deporlo in favore del fratello minore Roberto II di Normandia con lo scopo di unire la Normandia all'Inghilterra così da non dover più servire due padroni, naturalmente rivali, con il rischio di scontentarne uno o entrambi con funeste conseguenze per la classe nobiliare. Sebbene Saint-Calais fosse inizialmente vicino al re, in seguito disertò e si asserragliò a Durham. Perché sposò la fazione di Oddone è tutt'oggi non chiaro, siccome, per quanto Guglielmo fosse stato educato proprio a Bayeux, i rapporti con Oddone non erano mai stati stretti e non ci sono prove che quest'ultimo avesse aiutato Saint-Calais nella carriera ecclesiastica. Al contrario doveva moltissimo al Conquistatore e il motivo per cui tradì suo figlio potrebbe essere stato, secondo gli storici, il fatto che egli non ritenesse saggia la decisione che egli aveva preso di dividere la Normandia e l'Inghilterra in due domini diversi, uno per ogni figlio, e che sarebbe stato meglio riunirli sotto un'unica corona. Saint-Calais fu l'unico vescovo che non aiutò attivamente il re. La rivolta, che contava fra i suoi promotori Roger de Montgomerie, I conte di Shrewsbury (morto nel 1094), Robert de Mowbray (morto nel 1125) e Roberto di Mortain, fratello di Oddone, fallì entro l'estate ma Guglielmo restò inizialmente asserragliato dentro le mura di Durham. Quando le truppe di Guglielmo II si appressarono alla città, il vescovo, che si era sempre proclamato estraneo al tradimento, accettò di uscire solo dietro il rilascio di un salvacondotto che gli avrebbe permesso di affrontare il processo mentre i suoi uomini avrebbero continuato a mantenere il castello.

### Esilio e ritorno
Saint-Calais andò davanti al re ed alla corte l'8 novembre del 1088 a Salisbury, prima che Guglielmo II ne assediasse le terre, una volta lì si rifiutò di rispondere alle accuse ed alle domande sostenendo che un ecclesiastico non poteva essere giudicato da un tribunale secolare. L'arcivescovo di Canterbury Lanfranco, presentando il caso al re sostenne che le terre del vescovo di Durham potevano essere considerate un feudo ed egli quindi poteva essere trattato più come un vassallo che come un uomo di chiesa, posizione che venne condivisa dalla corte nonostante le vive proteste dello stesso Saint-Calais. Il suo continuo rifiuto di collaborare, anzi, portò alla confisca di tutte le sue proprietà. A differenza di quanto accadde più tardi a San Tommaso Becket, Guglielmo ricevette poca simpatia dai propri colleghi vescovi che sentirono come il suo chiedere di essere giudicato da un tribunale ecclesiastico fosse più che altro un tentativo di sviare delle accuse che sentiva essere vere. Saint-Calais fu quindi portato prigioniero all'abbazia di Wilton dove sarebbe dovuto restare finché i suoi uomini non avessero lasciato il castello che ancora occupavano; una volta fatto questo venne rilasciato e spedito in esilio in Normandia. Nel 1089 Papa Urbano II scrisse a Guglielmo II che la diocesi venisse restituita a Saint-Calais, ma la sua richiesta rimase lettera morta. Il suo esilio normanno, durante il quale lavorò per Roberto II fu di breve durata. Il 14 novembre 1091 Guglielmo II lo perdonò e gli restituì la guida della diocesi, pare che dietro ci fosse Roberto II che convinse il fratello a questo passo dopo che Saint-Calais aveva posto fine a un assedio in Normandia che stavano per perdere. Saint-Calais fu attento a non perdere di nuovo il favore del re tanto che nel 1093 anche le terre gli vennero restituite e rimase un fedele consigliere del re fino alla fino alla sua morte. Nel 1093 fu lui a negoziare, insieme a Roberto di Mortain, l'elezione ad arcivescovo di Canterbury di Anselmo d'Aosta e due anni dopo fu sempre lui a fronteggiarlo in merito alla questione del pallio che Anselmo voleva ricevere da Urbano II. Quando fu l'arcivescovo a chiedere di potersi appellare ad un tribunale ecclesiastico Saint-Calais sostenne il contrario, proprio come era stato fatto con lui, e suggerì che questi fosse privato dei beni e del titolo e spedito in esilio.

### Il lavoro vescovile
L'essere vescovo di Durham significava vivere in una posizione difficile da mantenere perché soggetta a numerose scorrerie scozzesi. Malcolm III di Scozia chiese diverse volte che la Northumbria andasse al suo regno e liam si premurò di avere buoni rapporti con il sovrano scozzese e si assicurò anche il suo supporto nella fondazione della cattedrale che sarebbe stata dedicata a Cutberto di Lindisfarne originario di Lindisfarne piccola città presso il confine. Malcolm III e la moglie presenziarono alla posa della prima pietra della cattedrale, anche se questo non significò la fine delle pretese territoriali, tanto che il re di Scozia morì sempre nel 1093 durante un'invasione. Sia Saint-Calais che Guglielmo II si preoccuparono dell'erede al trono, Duncan II di Scozia, che era cresciuto in Inghilterra perché preso come ostaggio da Guglielmo I, e che assassinò lo zio Donald III di Scozia nel 1094 prendendone il posto sul trono. Quando nel 1095 Roger de Mowbray, conte di Northumbria, si ribellò contro il vescovo e il sovrano ed il primo aiutò il secondo a sedare la rivolta ed a catturare il conte. In quegli anni sorse un'annosa disputa fra i monaci del capitolo e i vescovi che sarebbero seguiti perché Saint-Calais non fece mai una divisione formale delle entrate che spettavano ai monaci e quelle che dovevano andare ai vescovi e al loro personale, ne autorizzò mai l'elezione libera del priore. Benché egli avesse promesso di risolvere queste questioni, al momento della sua morte non si trovarono disposizioni e quando al posto di Saint-Calais venne scelto Rainulfo Flambard, che non era un monaco, questi cominciarono una dura lotta per assicurarsi ciò che sentivano che era stato loro promesso incluso il falsificare dei documenti che attribuirono a Saint-Calais nei quali egli sosteneva la loro causa e che sono databili alla metà dell'XII secolo.
La più grande opera concreta di Guglielmo di Saint-Calais resta la cattedrale nello stile romanico, cominciata il 29 luglio 1093 per rimpiazzare una chiesa già esistente.

### La morte
Guglielmo di Saint-Calais morì il 2 gennaio 1096 dopo essersi ammalato durante il Natale, durante i suoi ultimi giorni ebbe vicino Anselmo d'Aosta con cui si era riappacificato e fu sepolto il 16 nella sala capitolare di Durham. Si pensa che la sua tomba possa essere stata ritrovata nel 1796 durante i lavori di demolizione della Sala, dentro vi furono ritrovati un paio di sandali ed un frammento di mantello lavorato.

## Genealogia episcopale
La genealogia episcopale è:
- Arcivescovo Robert di Jumièges
- Vescovo Guglielmo il Normanno
- Arcivescovo Lanfranco di Canterbury
- Arcivescovo Tommaso di York
- Vescovo Guglielmo di Saint-Calais